# Влашић (брдо)
Влашић је брдо у западној Србији, између река Велике Цернице, Јадра и Тамнаве, са врховима од 424 до 462 метра. Подножјем и преко њега воде друмови Лозница—Ваљево, Шабац—Љубовија и Шабац—Осечина. Већим делом је обрасло листопадном шумом.